# ニッポン・ソウル
『ニッポン・ソウル』（Nippon Soul）は、アメリカ合衆国のジャズ・サクソフォーン奏者、キャノンボール・アダレイが1963年に録音・発表したライブ・アルバム。

## 解説
アダレイ初の日本公演におけるライブ録音で、タイトル曲はアダレイ自身による新曲である。プロデューサーのオリン・キープニュースによれば、当時はアメリカのジャズ・ミュージシャンの日本公演は少なかったが、アート・ブレイキーやホレス・シルヴァーの日本公演の成功を受けてアダレイの日本公演を敢行し、日本人の聴衆に関して「ソロの演奏中は厳格なまでに静かだが、曲が終わると爆発的に熱狂するという劇的なメリハリがあった」と評している。収録曲のうち2曲は、当時のレギュラー・メンバーであったユセフ・ラティーフの曲で、「ブラザー・ジョン」はジョン・コルトレーンに捧げられた。
スチュワート・メイソンはオールミュージックにおいて5点満点中4点を付け「見過ごされがちだが、アダレイの特に優れたアルバムの一つである」と評している。

## 収録曲
1. ニッポン・ソウル - "Nippon Soul (Nihon No Soul)" (Cannonball Adderley) - 9:35
2. イージー・トゥ・ラヴ - "Easy to Love" (Cole Porter) - 3:49
3. ザ・ウィーヴァー - "The Weaver" (Yusef Lateef) - 10:50
4. ティンゴ・タンゴ - "Tengo Tango" (Cannonball Adderley, Nat Adderley) - 2:40
5. カム・サンデイ - "Come Sunday" (Duke Ellington) - 7:03
6. ブラザー・ジョン - "Brother John" (Y. Lateef) - 13:03

### CDボーナス・トラック
この曲は1963年7月9日の東京厚生年金会館公演における録音で、1975年にマイルストーン・レコードから発売されたアルバム『The Japanese Concerts』が初出となった。
1. ワーク・ソング - "Work Song" (N. Adderley) - 9:09

## 参加ミュージシャン
- キャノンボール・アダレイ - アルト・サクソフォーン
- ユセフ・ラティーフ - テナー・サクソフォーン、フルート、オーボエ
- ナット・アダレイ - コルネット
- ジョー・ザヴィヌル - ピアノ
- サム・ジョーンズ - ベース
- ルイ・ヘイズ - ドラムス